# Элликотт, Уолтер
Уолтер Элликотт (англ. Walter Ellicott) — британский стрелок, призёр летних Олимпийских игр.
На летних Олимпийских играх в Лондоне Элликотт соревновался в пяти дисциплинах. В стрельбе из пистолета он стал 3-м среди команд и 7-м среди отдельных спортсменов. В стрельбе по подвижной мишени он занял 2-е место среди команд, стреляя одиночными выстрелами, а также 6-е и 12-е среди отдельных спортсменов, стреляя двойными и одиночными выстрелами.
Через 12 лет Элликотт принял участие в летних Олимпийских играх 1920 в Антверпене. Вместе со своей сборной он стал четвёртым в трапе, показав третий результат в своей команде.